# LATAM MRO

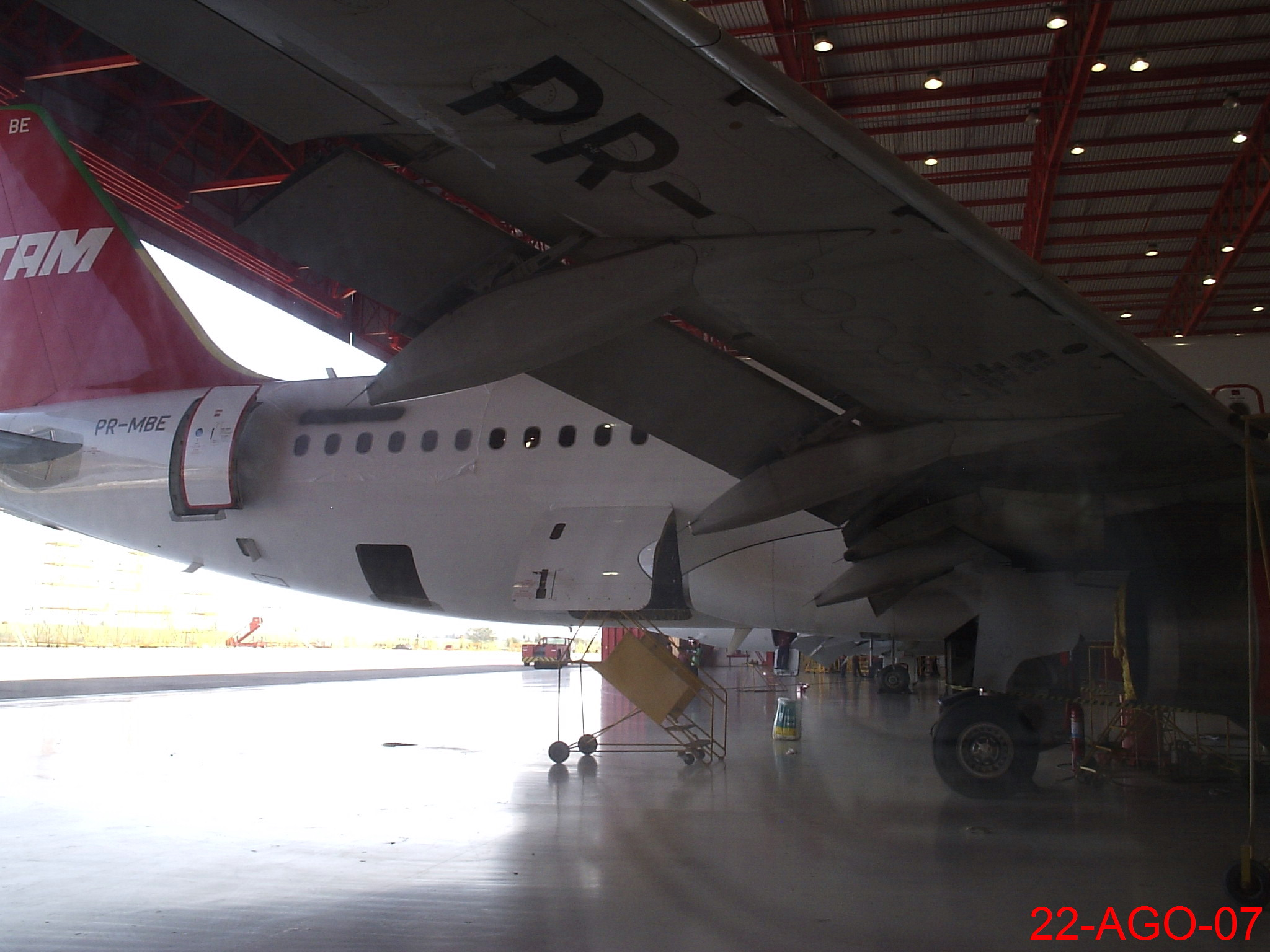
Visão de aeronave no hangar de MRO

LATAM MRO é o Centro de Manutenção de Aeronaves chamado de MRO (Maintenance, Repair and Overhaul) e está localizado junto ao Aeroporto Internacional de São Carlos, no estado de São Paulo, Brasil.
O Centro é onde a LATAM, tem autorização para fazer manutenções completas de seus aviões e de aviões de outras companhias, inclusive o Airbus A319 utilizado pela Presidência da República.

## História

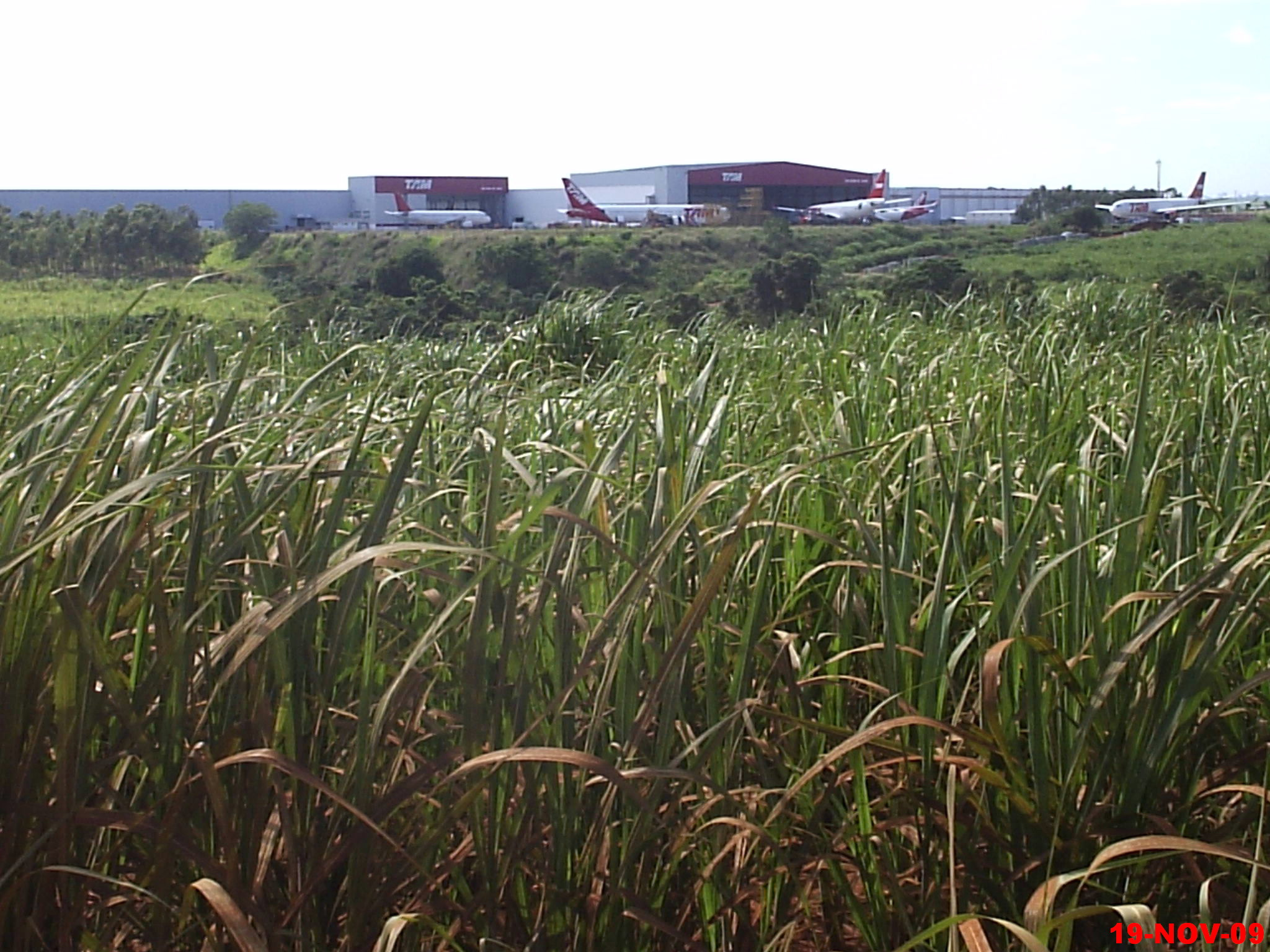
Vista de um dos Hangares de MRO

O Centro foi inaugurado em 2001, o local faz manutenções completas, inclusive do trem de pouso.
Atualmente o local conta com 550 mecânicos e mais outros 400 funcionários e já completou 15 anos.
Os técnicos contam com mais de 2.400 ferramentas especiais, para fazer testes em mais de 240 componentes.
Em 14 de outubro de 2020 um A350 de prefixo PR-XTK da LATAM, pousa pela primeira vez no Aeroporto Internacional de São Carlos.
Em 6 de fevereiro de 2021, a Latam retorna 2 Airbus A350-900 que estavam no centro de manutenção, para Confins.